# Rejon szebaliński
Rejon szebaliński (ros. Шебалинский район, ałt. Шебалин аймак) – jeden z 10 rejonów w Republice Ałtaju. Stolicą rejonu jest Szebalino.
100% populacji to ludność wiejska, ponieważ w rejonie nie ma żadnego miasta.